# Drepanoglossa amydriae
Drepanoglossa amydriae är en tvåvingeart som beskrevs av Townsend 1908. Drepanoglossa amydriae ingår i släktet Drepanoglossa och familjen parasitflugor. Inga underarter finns listade i Catalogue of Life.